# O'Keeffe (krater)
O'Keeffe är en nedslagskrater med en diameter på 76 kilometer, på planeten Venus. O'Keeffe har fått sitt namn efter den amerikanska målaren Georgia O'Keeffe.